# Miniopterus fuscus
Miniopterus fuscus là một loài động vật có vú trong họ Dơi muỗi, bộ Dơi. Loài này được Bonhote mô tả năm 1902.